# Tanyptera chrysophaea
Tanyptera chrysophaea är en tvåvingeart som beskrevs av Alexander 1941. Tanyptera chrysophaea ingår i släktet Tanyptera och familjen storharkrankar. Inga underarter finns listade i Catalogue of Life.